# Domkerk van Hamar
De Domkerk van Hamar (Noors: Hamar Domkirke) is de bisschopskerk van het lutherse bisdom Hamar, dat de provincies Hedmark en Oppland omvat. Het bisdom werd  

## Geschiedenis
Oorspronkelijk werd het bisdom Hamar opgericht in 1153. Na de reformatie werd het bisdom opgeheven en bij Oslo gevoegd en kwam de koning aan het hoofd van de kerk te staan. De oude kathedraal van Hamar werd tijdens de Driekronenoorlog in 1567 door de Zweden verwoest. Hierna was de bloeitijd van het middeleeuwse Hamar definitief voorbij. De kathedraal werd nooit herbouwd, maar de ruïnes ervan worden tegenwoordig onder een glasconstructie bewaard.
Nadat Hamar in 1849 stadsrechten kreeg en twee jaar later het bisdom Hamar in ere werd hersteld, werd eveneens besloten tot de bouw van een nieuwe kerk. Ze werd ontworpen door de in Noorwegen werkzame Duitse architect Heinrich Ernst Schirmer en gebouwd door de plaatselijke aannemer Herman Franken. Sinds de wijding op 15 december 1866 is het in de Duits neoromaanse stijl gewijde kerkgebouw bijna onveranderd gebleven. 
In de jaren 1920 onderging het interieur van het schip een verfraaiing, maar op initiatief van bisschop Kristian Schjelderup werd het interieur de jaren 1952-1954 tijdens een renovatie onder leiding van Arnstein Arneberg in de oorspronkelijk eenvoudige toestand teruggebracht. Van de oude inventaris bleven slechts de orgelgalerij, het doopvont en twee zilveren kaarsenhouders over. 
In de in 1954 opnieuw gewijde kerk is plaats voor circa 500 gelovigen. Daarmee behoort te domkerk tot de kleinste domkerken van Scandinavië.

## Beschrijving
Het middenschip is hoger dan de beide zijschepen en daarmee wordt de domkerk tot het type van basiliek gerekend.
In tegenstelling tot de nuchtere en eenvoudige uitstraling van de kerk is het hoofdportaal fraai versierd met engelen en een voorstelling van het Lam Gods. Bijzonder is het hoofdaltaar, waarvan het centrale schilderij een opgestane Heer zonder baard en met kort haar van het Scandinavische type toont. Het werd tijdens de restauratie in de jaren 1950 vervaardigd door Henrik Sørensen. De beschildering van de zoldering is van de hand van Arve Hagen en tonen de Heilige Geest en musicerende engelen. De kansel met de beeltenis van Franciscus van Assisi bezit houtsnijwerk van Anthon Røvik. De glas-in-loodramen zijn ook uit 1954 en werden gemaakt door Borgar Hauglid.    
De beide klokken werden in 1866 en 1901 gegoten.